# Southwick, West Sussex
Southwick (engelskt uttal: [ˈsaʊθwɪk]) är en stad i grevskapet West Sussex i sydöstra England. Staden ligger i distriktet Adur, cirka 7 kilometer väster om Brighton. Tätorten (built-up area) hade 12 236 invånare vid folkräkningen år 2021.